# Thomas Hardy
Thomas Hardy (Higher Bockhampton, Stinsford, cerca de Dorchester, 2 de junio de 1840 - Max Gate, 11 de enero de 1928) fue un novelista, cuentista y poeta inglés. Un realista victoriano en la tradición de George Eliot, fue influenciado tanto en sus novelas como en su poesía por el romanticismo, incluyendo la poesía de William Wordsworth. Criticó fuertemente a gran parte de la sociedad victoriana, especialmente en relación con el estatus en declive de las personas del campo en Gran Bretaña, como las gentes del sudoeste de Inglaterra, de donde él mismo provenía.
Si bien Hardy escribió poesía a lo largo de toda su vida y se consideraba a sí mismo fundamentalmente un poeta, su primera colección no fue publicada sino hasta 1898. Inicialmente, ganó fama como el autor de novelas tales como Lejos del mundanal ruido (1874), The Mayor of Casterbridge (1886), Tess, la de los d'Urberville (1891), y Jude the Obscure (1895). Durante su vida, la poesía de Hardy fue aclamada por poetas más jóvenes (en particular los llamados poetas jorgianos) que lo veían como un mentor. Tras su muerte, sus poemas fueron elogiados por Ezra Pound, W. H. Auden y Philip Larkin.
Muchas de sus novelas giran alrededor de personajes trágicos que luchan contra sus pasiones y circunstancias sociales. A menudo están ambientadas en la región semificticia de Wessex; inicialmente basado en el reino medieval anglosajón, el Wessex de Thomas Hardy eventualmente llegó a incluir los condados de Dorset, Wiltshire, Somerset, Devon, Hampshire y gran parte de Berkshire, en Inglaterra suroccidental y central del sur. Dos de sus novelas, Tess, la de los d'Urbervilles y Lejos del mundanal ruido, aparecieron en la lista de mejores 50 novelas en la encuesta de la BBC, The Big Read.

## Biografía

### Años de formación (1840-1870)
Su padre, Thomas Hardy, era un constructor de Higher Bockhampton, localidad inglesa cercana a Dorchester, y, su madre, Jemima Hand, trabajó como cocinera y sirvienta. Ambos contrajeron matrimonio en Melbury Osmund, el 22 de diciembre de 1839. El novelista, nacido el 2 de junio de 1840, fue el primogénito de la pareja. Su madre, una mujer cultivada, le procuró varias lecturas, como la traducción inglesa de Dryden de las obras completas de Virgilio y el Rasselas de Johnson, que leyó con solo ocho años. De 1848 a 1856 asistió a la escuela local en Bockhampton, donde aprendió latín, francés y alemán.
A los 16 años, en 1856, comenzó su aprendizaje en Dorchester junto al arquitecto y restaurador local James Hicks, a cuyas órdenes trabajó hasta el año 1861. Durante esta etapa estudió a los trágicos griegos, bajo la tutela de Horace Moule. En 1859 leyó El origen de las especies de Charles Darwin. Ese mismo año escribió su primer poema, «Domicilium».
En 1862 se trasladó a Londres como ayudante del arquitecto eclesiástico Arthur Blomfield, especialista en restauraciones de iglesias y constructor de otras nuevas en estilo neogótico.
Asistió al teatro y la ópera y visitó casi diariamente la National Gallery. En esta etapa leyó a Herbert Spencer, Huxley, John Stuart Mill y los poetas románticos y postrománticos Shelley, Scott, Browning y Swinburne. En 1865 publicó su primer artículo,  «How I Built Myself a House». Envió varios de sus poemas a periódicos, pero fueron rechazados.
En 1867 regresó a Dorchester para trabajar con Hicks y continuar en la construcción a pesar de su mala salud. Ese mismo año comenzó su primera novela, hoy perdida, que llevaba el título de «The Poor Man and the Lady». Es posible que ese año mantuviera un romance con su prima Tryphena Sparks, modelo de sus personajes Fancy Day y Sue Bridehead. En 1868 concluyó «The Poor Man and the Lady», pero desestimó publicarla siguiendo los consejos de George Meredith. Tras la muerte de Hicks, se trasladó a Weymouth para trabajar con su sucesor, Crickmay. En 1870 Crickmay envió a Hardy a St. Juliot, en Cornualles, para planear la restauración de la iglesia. Allí conoció a su futura esposa, Emma Lavinia Gifford.

### Desarrollo de su obra narrativa (1871-1897)

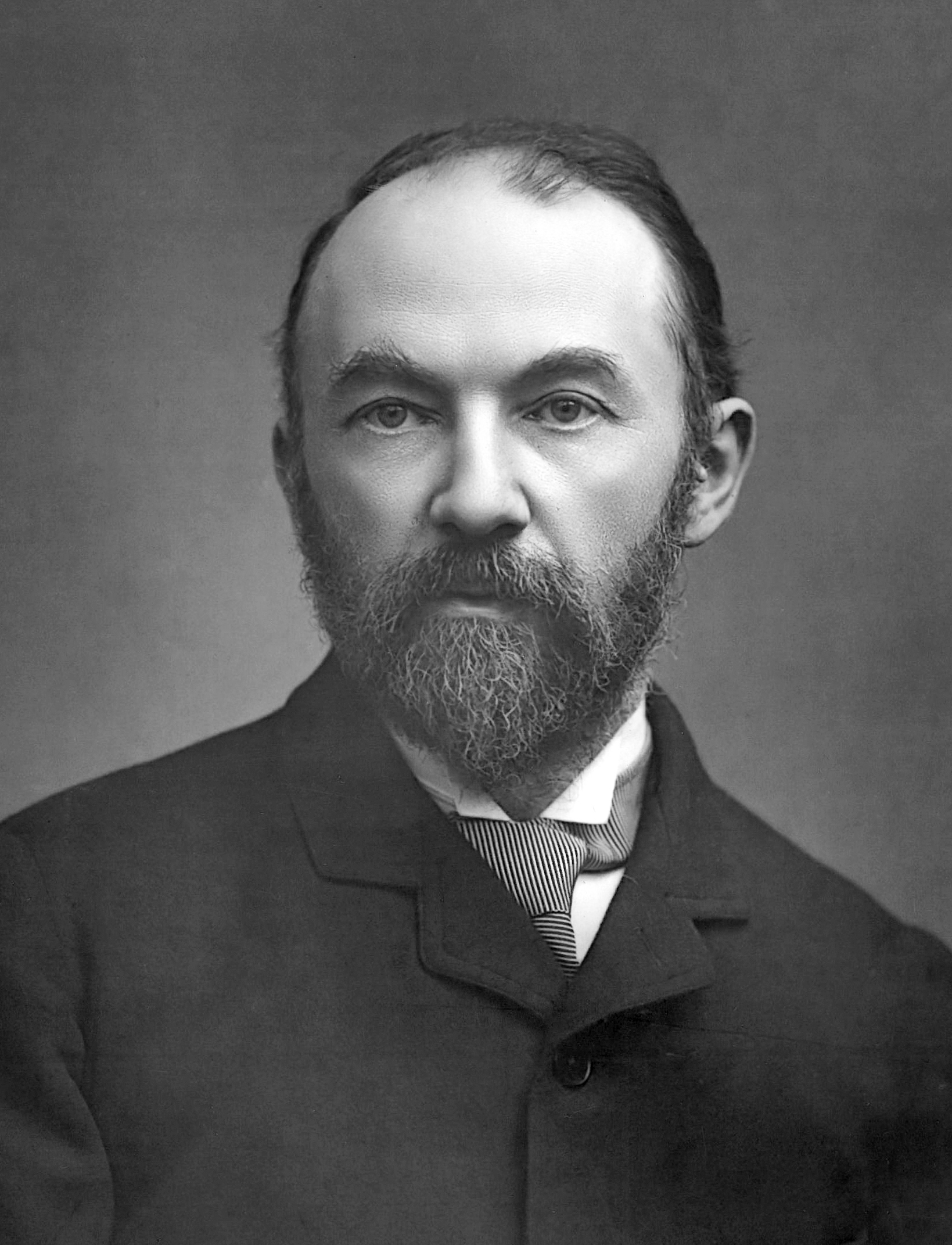
Thomas Hardy, 1889

En 1871 publicó su novela Remedios desesperados, que había comenzado a escribir dos años antes. A ella siguieron Bajo la verde fronda (1872), Unos ojos azules (1873) y Lejos del mundanal ruido (1874). Esta última, que había aparecido previamente como folletín en un periódico, alcanzó un éxito considerable.
Contrajo matrimonio ese año con Emma Lavinia Gifford en Paddington y, alentado por ella, abandonó la arquitectura para dedicarse profesionalmente a escribir. Su unión, que no produjo descendencia, duraría hasta la muerte de ella, en 1912, si bien en los últimos años se distanciaron, especialmente debido a la polémica suscitada por su obra Jude el oscuro (1895), que fue tachada de inmoral por la crítica.
En 1876, tras varios cambios de residencia, la pareja se instaló en Sturminster Newton. Ese mismo año, Hardy publicó otra novela, La mano de Ethelberta. En 1878 apareció El regreso del nativo y Hardy se mudó con su esposa a Upper Tooting. En esa época su reputación como novelista y su amistad con el biógrafo Leslie Stephen le abrieron las puertas de los cenáculos literarios de la capital.
En 1880 publicó The Trumpet-Major. Ese mismo año cayó seriamente enfermo y debió guardar cama durante seis meses, que aprovechó para escribir The Laodicean, publicada en 1881. En 1883 se trasladó a Dorchester para supervisar la construcción de Max Gate, vivienda proyectada por él mismo y a la que se trasladó con su esposa en 1885.
En los ochenta Hardy gozó de bastante prestigio y éxito económico, y conoció en Londres a personajes como Matthew Arnold, Henry James, Tennyson y Robert Browning. En 1886 apareció El alcalde de Casterbridge, donde trata el problema del alcoholismo, y al año siguiente Los habitantes del bosque, ambas de gran interés.
En la primavera de 1887 viajó a Italia, donde visitó Génova, Pisa, Florencia, Roma, Venecia y Milán; en 1887 y 1888, a París. Ese año publicó su primera colección de relatos breves, Cuentos de Wessex.
En 1891 aparecieron dos nuevos libros suyos: la novela Tess la de los d'Urbervilles y el volumen de relatos Un grupo de nobles damas. En 1892 falleció su padre. Durante los noventa viajó también a Dublín en 1893 y a Bruselas y Waterloo en 1896 para ambientar su poema sobre las guerras napoleónicas The Dynasts.
En 1895 apareció una de sus novelas más importantes y más pesimistas, Jude el oscuro, de planteamiento parecido al del posterior Martin Eden, de Jack London. Fue la primera novela que se atrevió a hablar a su época, por extenso y sin tapujos, de las inquietudes e interrogantes que ofrecían a sus personajes el sexo, el matrimonio y la religión, y de la confusión y oscuridad que el mundo les ofrecía como respuesta ante intentos de solución no convencionales. En el prólogo ya lo advierte:
Es una novela que puede despertar la pasión más violenta que pueda sufrir la humanidad, que quiere delatar sin eufemismos la guerra a muerte que hay entablada entre la carne y el espíritu, y que trata de hacer ver la tragedia que suponen las aspiraciones frustradas.
Tras su publicación, recibió unas críticas más que duras por ser considerada inmoral (algún crítico habló de «Jude el obsceno», y un obispo la quemó públicamente). Thomas Hardy había querido escribir “una fábula trágica” con el propósito de “mostrar que, como dice Denis Diderot, la ley civil debería ser sólo el enunciado de una ley natural”. Por ello, Hardy tomó la resolución de no escribir más novelas y dedicarse en exclusiva a la poesía. No obstante, publicó aún una novela que tuvo gran resonancia: La bienamada (escrita diez años antes) en 1897, que ya había publicado por entregas en 1892. Ese mismo año hizo un viaje a Suiza.
Lejos del mundanal ruido fue adaptada al cine en 1967; también fue llevada al cine su novela Tess, de Urberville por Roman Polanski en 1979. Jude el Oscuro  también fue adaptada al cine en 1996 con el título de Jude y la dirección de Michael Winterbottom.

### Regreso a la poesía. Años finales (1898-1928)
Cansado de que los críticos le reconviniesen por los temas incisivos de sus libros, Hardy se consagró, tras publicar Jude el oscuro, a la poesía.
El primer libro de versos de Hardy, Poemas de Wessex, apareció en 1898, cuando el autor contaba 58 años de edad. En 1902 publicó Poemas del pasado y del presente. Esa fecha comenzó la redacción de su obra más ambiciosa en el género, The Dynasts, cuya primera parte (de tres) vio la luz en 1904, año en que falleció la madre del poeta. Las dos partes siguientes aparecieron, respectivamente, en 1906 y 1908. En 1909 publicó un nuevo libro de poemas, Risas del tiempo. En el año 1910 el rey Eduardo VII le concedió la Orden del Mérito.
Su esposa, con la que había compartido su vida durante tres décadas, murió repentinamente en noviembre de 1912. Hardy escribió sobre su historia de amor uno de sus mejores libros poéticos, Lo que queda de una vieja llama. En 1913, el poeta realizó un peregrinaje sentimental a St. Juliot, donde había conocido a su esposa, y a Plymouth, donde ella había nacido.
En febrero de 1914 se casó por segunda vez, ahora con Florence Emily Dugdale, que había sido su secretaria. Había publicado ya un total de catorce novelas, y recibió un doctorado honoris causa por la Universidad de Cambridge en 1913 y, en 1920, otro por la de Oxford. En 1914 publicó otro libro de poesía, Sátiras de circunstancias. En 1923 dio a la imprenta una obra de teatro en verso, The Famous Tragedy of the Queen of Cornwall y, en 1925, Fantasías humanas, la última colección de poemas que publicó en vida.

### Síntesis final
Por esta época comenzó a redactar su autobiografía, que aparecería póstumamente, en 1928, y de la que se sospecha que fuera en realidad escrita, al menos en parte, por su viuda, Florence Emily Dugdale, quien habría utilizado materiales del archivo de Hardy ya desaparecidos en gran parte. Apareció bajo el nombre de su segunda esposa en dos volúmenes desde 1928–30, como The Early Life of Thomas Hardy, 1840–91 y The Later Years of Thomas Hardy, 1892–1928; hoy están publicadas en una edición crítica de un solo volumen como The Life and Work of Thomas Hardy, editada por Michael Millgate (1984).
Falleció en su residencia de Max Gate en 1928 y recibió sepultura en el llamado Rincón de los Poetas (Poets' Corner) en la abadía de Westminster, pero su corazón fue enterrado en la tumba de su primera esposa, en Stinsford, muy cerca de donde yacen también los padres del autor.
Durante toda su vida, Hardy estuvo vinculado al activismo por causas sociales. Prueba de ello es su participación en la Liga Humanitaria, fundada y presidida por Henry S. Salt, que se vio obligada a cerrar en 1919 tras la I Guerra Mundial.

## Claves de su obra
A pesar de que publicó su primer libro pasada la treintena, Hardy no fue en realidad un escritor tardío. Su primera vocación fue la poesía lírica. Tras fracasar en sus intentos de publicar poemas, probó fortuna con la novela, aunque despreciaba el género a causa de su carácter excesivamente comercial y ostentoso (meretricious). La narrativa de Hardy obtuvo cierto éxito, si bien la crítica se encarnizó con él por la ideología materialista, naturalista y pesimista implícita en sus tristísimas y deprimentes últimas novelas. "Estaba obsesionado por la idea de lo efímero... y se hallaba persuadido también de la inutilidad de la rebeldía. La injusticia, en su opinión, es social en sus formas pero metafísica en su esencia. No ataca a la sociedad con la esperanza de reformarla como Charles Dickens y George Eliot, sino para impedir que se forje ilusiones y se entretenga con relatos optimistas... Se ha comparado erróneamente a Hardy con los naturalistas continentales... Significa más bien un Dickens que ha perdido la fe y la confianza en la vida misma, no en el hombre; pesimismo absoluto que le aproxima al de Shakespeare en su fase del ruido y la furia, e incluso al de Swift, consumiéndose de cólera enfermiza en su guarida, representando la faceta sombría de la energía inglesa, que surge a continuación de los triunfos engañosos". Desde 1895 abandonó definitivamente la novela para dedicarse con tenacidad al desarrollo de su interesante obra lírica.

### Novelas
La acción de todas sus novelas se desarrolla en el campo inglés, en una región bautizada por el novelista como Wessex y que es en realidad su Dorset natal. Cada ciudad de Wessex tiene su equivalencia real en la toponimia de Dorset; así, Oxford recibe en las novelas de Hardy el simbólico nombre de Christminster. En sus páginas abundan las descripciones inundadas de un sombrío lirismo. En este mundo se producen todos los acontecimientos de sus obras, si bien la obra de Hardy desborda todo posible costumbrismo en tanto que ese paisaje natural resulta simbólico de un pensamiento muy definido:

En el momento que nos ocupa, el páramo guardaba perfecta correspondencia con la naturaleza humana: ni terrible, ni odioso, ni feo; ni común ni carente de sentido, ni domesticado; pero, como el hombre, lastimado y pertinaz; y, además, singularmente colosal y misterioso en su parda monotonía (T. Hardy, El regreso del nativo, cap. I).

Utiliza el dialecto de Dorset como ejemplo de inglés antiguo y noble en trance de desaparición por el destino de la modernidad.
La cosmovisión de Hardy es atea y de un radical y obsesivo pesimismo, de invasora negrura. Sus personajes luchan una y otra vez contra un destino hostil; las mediatizaciones sociales y morales les extravían irremediablemente y, aunque hacen lo que pueden por sobrevivir, se ven envueltos en el ciego determinismo de un universo dominado por la selección natural de Charles Darwin y la social de Herbert Spencer y por la filosofía pesimista de Arthur Schopenhauer: la vida actúa como una fuerza ciega, ajena a cualquier control que el ser humano pretenda ejercer, y llega a arrollar a su paso propósitos, deseos, esperanzas, sueños y planes.
El destino de los personajes se ve, sin embargo, alterado a veces por una suerte momentánea que simula una ironía, puesto que funciona de anticlímax para una hecatombe dramática en la que la voluntad humana resulta vencida al cabo por una necesidad implacable. Hay intensas descripciones de los campos, montañas, estaciones y clima de Wessex, que reflejan como un espejo el interior sombrío de unos personajes sumidos en la desdicha.
En Jude el oscuro, el personaje de Sue anticipa el feminismo radical:
Me parece humillante que se requiera la presencia de alguien para entregar a la novia. Según lo que dice ese librito, mi esposo me elige por su propia voluntad, pero yo no le elijo a él. Alguien me entrega a él, lo mismo que si fuera una burra o una cabra o cualquier animal doméstico. [...] ¡Qué no dirá la gente de los tiempos venideros cuando se pare a considerar las bárbaras costumbres y supersticiones de estos tiempos que nos ha tocado la desdicha de vivir.
Hardy escribió una novela en colaboración con Florence Henniker, The Spectre of the Real (1894).

### Cuentos
Hardy publicó cuatro volúmenes de cuentos: Cuentos de Wessex (1888), Un grupo de nobles damas  (1891), Pequeñas ironías de la vida (1894) y Un hombre cambiado y otros relatos (1913).

### Poesía
La poesía de Hardy utiliza un lenguaje preñado de arcaísmos, expone en ella una cosmovisión tan sombría, materialista y desengañada como la de sus novelas. La belleza es sólo una ilusión pasajera. Ezra Pound dijo en 1937, tras el descubrimiento de la poesía de Hardy: "Ahora sí que es esto claridad: aquí está la cosecha de haber escrito primero veinte novelas".
A los 55 años, Hardy retomó la poesía que había abandonado en su juventud. Poemas de Wessex (Wessex Poems, 1898) y Poemas del pasado y del presente (Poems of the Past and the Present, 1901) son colecciones de poemas escritos bastante tiempo atrás. Dinastías -The Dynasts I (1904), II (1906), III (1908)- es un drama épico irrepresentable escrito entre 1903 y 1908, en 19 actos y 130 escenas, en los que se narra la lucha de Inglaterra contra Napoleón. Siguieron Risas del tiempo (Time Laughing-stocks, 1909), Sátiras de circunstancias (Satires of Circumstance, 1914), Momentos de visión (1917), Poemas líricos (1922), Fantasías humanas (Human Shows, 1925) y Palabras en invierno (1928). Entre sus más conocidos poemas se encuentran "Abril de 1914", "Wessex Heights", "En tinieblas, yo", "El funeral de Dios", "La naturaleza que interroga" y "A un ruiseñor".
Sobre Dinastías, Christopher Morley, en palabras del personaje de Roger Mifflin de su novela La librería encantada (The haunted bookshop), dice:

El libro que habría evitado la guerra

Ahora que la lucha ha terminado, es un buen momento de leer Dinastías de Tomás Hardy. No quiero venderlo, porque es uno de los más grandes tesoros que poseo. Pero si alguno me garantiza que leerá los tres volúmenes, y que dejará que su mente los absorba, estoy dispuesto a prestárselos.
Si suficientes alemanes hubiesen leído con atención Dinastías antes de julio de 1914, no habría habido guerra.
Si a cada delegado a la Conferencia de Paz se le obligase a leerlo antes de que comiencen las sesiones, no habría más guerras.

Se trata de un poema narrativo que cuenta la aventura napoleónica de 1805 a 1815 en forma de una obra teatral irrepresentable, con numerosos personajes y en que la acción es criticada y comentada sin cesar por figuras simbólicas. Hardy pretendía "demostrar la mediocridad que encubren los hechos grandiosos y la grandiosidad que encierran las cosas más insignificantes".

## Libros

### Narrativa

#### Novelas
- 1871: Remedios desesperados / Desperate Remedies
- 1872: Bajo la verde fronda / Under the Greenwood Tree
- 1873: Unos ojos azules / A Pair of Blue Eyes
- 1874: Lejos del mundanal ruido / Far from the Madding Crowd
- 1876: La mano de Ethelberta / The Hand of Ethelberta
- 1878: El regreso del nativo / The Return of the Native
- 1880: The Trumpet-Major
- 1881: A Laodicean
- 1882: Dos en una torre / Two on a Tower
- 1886: El alcalde de Casterbridge / The Mayor of Casterbridge
- 1887: Los habitantes del bosque / The Woodlanders
- 1891: Tess, la de los d'Urberville / Tess of the d'Urbervilles
- 1895: Jude el oscuro / Jude the Obscure
- 1897: La bien amada / The Well-Beloved

#### Colecciones de cuentos
- 1888: Cuentos de Wessex / Wessex Tales
- 1891: Un grupo de nobles damas / A Group of Noble Dames
- 1894: Pequeñas ironías de la vida / Life's Little Ironies
- 1913: Un hombre cambiado y otros relatos / A Changed Man and Other Tales

#### Orden de Hardy
En 1912, el escritor clasificó sus novelas y colecciones de cuentos en tres categorías:

##### De personaje y entorno
- 1872: Bajo la verde fronda / Under the Greenwood Tree. Novela. Alba editorial, 2019.
- 1874: Lejos del mundanal ruido / Far from the Madding Crowd. Novela. Espasa-Calpe, y luego, Alba Editorial, 2002.
- 1878: El regreso del nativo / The Return of the Native. Novela. Ediciones de Intervención Cultural, 2006. Fue llevada al cine por Jack Gold en 1994.
- 1886: El alcalde de Casterbridge / The Mayor of Casterbridge. Novela. Edhasa, 1980. Alba Editorial, 1999.
- 1887: Los habitantes del bosque / The Woodlanders. Novela. Editorial Impedimenta, 2013.
- 1888: Cuentos de Wessex / Wessex Tales. Colección de cuentos.
- 1891: Tess, la de los d'Urberville / Tess of the d'Urbervilles. Novela. Alianza Editorial, 1981. Mundo Actual de Ediciones, 1984. Temas de Hoy, 1994.
- 1894: Pequeñas ironías de la vida / Life's Little Ironies. Colección de cuentos. Navona Editorial, 2009.
- 1895: Jude el oscuro / Jude the Obscure. Novela. Alianza Editorial, 1972. Alba Editorial, 2002.

##### Romances y fantasías
- 1873: Unos ojos azules / A Pair of Blue Eyes. Novela. Ediciones del Bronce, 2001; RBA Coleccionables, 2005. Se trata de la tragedia o conflicto surgido por un triángulo amoroso, en la que la chispa es la diferencia entre el amor de madurez y el de juventud, entre la pasión y la razón e incluso entre las diferentes clases sociales.
- 1880: The Trumpet-Major. Novela. Narración histórica ambientada en las guerras napoleónicas, para la cual se documentó escrupulosamente, anticipando el escenario del posterior The Dynasts. Es una de las pocas obras de Hardy en que los personajes logran la felicidad después del desenlace.
- 1882: Dos en una torre / Two on a Tower. Novela. Alianza Editorial, 2019. Traducción de Miguel Ángel Pérez Pérez.
- 1891: Un grupo de nobles damas / A Group of Noble Dames. Colección de cuentos.  Alba Editorial, 2009.
- 1897: La bien amada / The Well-Beloved. Novela. Publicada por primera vez por entregas en 1892. El Cobre Ediciones, 2005.

##### De ingenio
- 1871: Remedios desesperados / Desperate Remedies. Novela. Ático de los libros, 2017. Edición y traducción de Claudia Casanova.
- 1876: La mano de Ethelberta / The Hand of Ethelberta. Novela. Editorial Belvedere, 2009.
- 1881: A Laodicean. Novela.

#### Cuentos con fecha de su primera aparición
| - "How I Built Myself A House" (1865) - "Destiny and a Blue Cloak" (1874) - "The Thieves Who Couldn't Stop Sneezing" (1877) - "The Duchess of Hamptonshire" (1878) - "The Distracted Preacher" (1879) - "Conciudadanos (Fellow-Townsmen," 1880); en castellano, Editorial Belvedere, 2009 - "The Honourable Laura" (1881) - "What The Shepherd Saw" (1881) - "A Tradition of Eighteen Hundred and Four" (1882) - "Los tres desconocidos (The Three Strangers," 1883); en castellano, Los tres desconocidos y otros relatos (1991, Compañía Europea de Comunicación e Información) - "The Romantic Adventures Of A Milkmaid" (1883) - "Interlopers At The Knap" (1884) - "Sólo un intermedio (A Mere Interlude," 1885); en España, 2009, Editorial Nortesur S.L.U. - "A Tryst At An Ancient Earthwork" (1885) - "Alicia's Diary" (1887) - "The Waiting Supper" (1887–88) - El brazo marchito (The Withered Arm) (1888) - "A Tragedy Of Two Ambitions" (1888) - "The First Countess of Wessex" (1889) - "Anna, Lady Baxby" (1890) - "The Lady Icenway" (1890) - "Lady Mottisfont" (1890) - "The Lady Penelope" (1890) - "The Marchioness of Stonehenge" (1890) - "Squire Petrick's Lady" (1890) - "Barbara Of The House Of Grebe" (1890) - "The Melancholy Hussar of The German Legion" (1890) - "Absent-Mindedness in a Parish Choir" (1891) | - "The Winters And The Palmleys" (1891) - "For Conscience' Sake" (1891) - "Incident in Mr. Crookhill's Life"(1891) - "The Doctor's Legend" (1891) - "Andrey Satchel and the Parson and Clerk" (1891) - "The History of the Hardcomes" (1891) - "Netty Sargent's Copyhold" (1891) - "On The Western Circuit" (1891) - "A Few Crusted Characters: Introduction" (1891) - "The Superstitious Man's Story" (1891) - "Tony Kytes, the Arch-Deceiver" (1891) - "To Please His Wife" (1891) - "The Son's Veto" (1891) - "Old Andrey's Experience as a Musician" (1891) - "Nuestras hazañas en la cueva (Our Exploits At West Poley 1892–93); Editorial Escuela Española, 1987 - "Master John Horseleigh, Knight" (1893) - "The Fiddler of the Reels" (1893) - "Una mujer soñadora (An Imaginative Woman," 1894); en España, 1992, Compañía Europea de Comunicación e Información. - "The Spectre of the Real" (1894) - "A Committee-Man of 'The Terror'" (1896) - "The Duke's Reappearance" (1896) - "The Grave By The Handpost" (1897) - "A Changed Man" (1900) - "Enter a Dragoon" (1900) - "Blue Jimmy: The Horse Stealer" (1911) - "Old Mrs. Chundle" (1929) - "The Unconquerable"(1992) |

### Poesía
- Wessex Poems and Other Verses (1898)
- Poems of the Past and the Present (1901)
- Time's Laughingstocks and Other Verses (1909)
- Satires of Circumstance (1914)
- Moments of Vision (1917)
- Collected Poems (1919)
- Late Lyrics and Earlier with Many Other Verses (1922)
- Human Shows, Far Phantasies, Songs and Trifles (1925)
- Winter Words in Various Moods and Metres (1928)
- The Complete Poems (Macmillan, 1976)
- Selected Poems (Edited by Harry Thomas, Penguin, 1993)
- Hardy: Poems (Everyman's Library Pocket Poets, 1995)
- Thomas Hardy: Selected Poetry and Nonfictional Prose (St. Martin's Press, 1996)
- Selected Poems (Edited by Robert Mezey, Penguin, 1998)
- Thomas Hardy: The Complete Poems (Edited by James Gibson, Palgrave, 2001)

### Teatro
- The Dynasts: An Epic-Drama of the War with Napoleon (en verso)
  - The Dynasts, Part 1 (1904)
  - The Dynasts, Part 2 (1906)
  - The Dynasts, Part 3 (1908)
- The Famous Tragedy of the Queen of Cornwall at Tintagel in Lyonnesse (1923) (pieza en un acto)

### Memorias
- The Early Life of Thomas Hardy, 1840–1891 (1928). Narración biográfica escrita en tercera persona a partir de las notas, cartas, diarios y otros textos del autor, quien lo trabajó con su viuda, Florence Emily Hardy. Se publicó tras la muerte de Hardy.
- The Later Years Of Thomas Hardy 1892-1928 (1930). Segunda parte del libro anterior, también publicada por la viuda del autor.